# جوب (كاتب)
جوب (بالفرنسية: Job)‏ هو كاتب سيناريو سويسري، ولد في 25 أكتوبر 1927 في دوليمو في سويسرا.

## وصلات خارجية
- جوب على موقع IMDb (الإنجليزية)
- جوب على موقع قاعدة بيانات الفيلم (الإنجليزية)